# رخصة قيادة دولية
رخصة قيادة دولية (بالإنجليزية: International Driving Permit)‏ وتختصر (IDP) هو كتيب يتضمن ترجمة لرخصة القيادة المحلية التي يملكها السائق وتسمح لحاملها بقيادة السيارات في أي بلد أو ولاية تعترف بهذه الوثيقة، ويمكن إصدارها من مكاتب في أغلب البلدان. ذُكر مصطلح تصريح القيادة الدولي لأول مرة في الوثيقة المنصوص عليها في الاتفاقية الدولية المتعلقة بحركة السيارات التي وُقعت في باريس عام 1926. في معظم البلدان، يتم إصدار تصاريح القيادة الدولية من قبل جمعيات السيارات، مثل American Automobile Association في الولايات المتحدة الأمريكية والاتحاد النرويجي للسيارات في النرويجو Riksförbundet M Sverige في السويد.
تخضع تصاريح القيادة الدولية لثلاث اتفاقيات دولية: اتفاقية باريس الدولية لعام 1926 المتعلقة بحركة السيارات، واتفاقية جنيف لعام 1949 بشأن حركة المرور على الطرق، واتفاقية فيينا لعام 1968 بشأن حركة المرور على الطرق. عندما توقع دولة على أكثر من اتفاقية واحدة، فإن أحدث اتفاقية تُنتهي وتحل محل الاتفاقيات السابقة.
تصريح القيادة الدولي بحجم A6 أي (148 × 105 مم) هو أكبر قليلاً من جواز السفر وله غلاف رمادي وصفحات داخلية بيضاء. يجب طباعة الغلاف الخارجي والداخلي بلغة واحدة (على الأقل) من الغات الوطنية للدولة المصدرة. تُطبع آخر صفحتين داخليتين بالفرنسية، ويجب تكرار أول صفحتين قبل هاتين الصفحتين بعدة لغات، والتي يجب أن تتضمن الإنجليزية والروسية والإسبانية.
لكي يكون تصريح القيادة الدولية صالحا يجب أن يكون مصحوبًا برخصة قيادة سارية المفعول صادرة في بلد إقامة مقدم الطلب. بالإضافة إلى ذلك، في بعض البلدان لا توجد حاجة لتصريح القيادة الدولية إذا كان لدى السائق مثلا رخصة القيادة الأوروبية السارية يمكن القيادة بها داخل المنطقة الاقتصادية الأوروبية.

## معلومات السائق

### اتفاقية عام 1968 (المعدلة في 2011)
تم التصديق على الاتفاقية من قبل 83 دولة أو سلطة قضائية. من البلدان التي لم تصدق على الاتفاقية أيرلندا وكندا والولايات المتحدة وقبرص وأيسلندا ومالطا والصين وماليزيا.
اللوائح الرئيسية حول رخص القيادة موجودة في الملحق 6 (رخصة القيادة المحلية) والملحق 7 (رخصة القيادة الدولية). والنسخة السارية حاليًا من تلك اللوائح سارية في كل دولة مصدقة منذ 29 مارس 2011 (المادة 43). وفقًا لاتفاقية فيينا لعام 1968، يجب أن يكون لتصريح القيادة الدولية تاريخ انتهاء صلاحية لا يزيد عن ثلاث سنوات من تاريخ إصداره أو حتى تاريخ انتهاء صلاحية رخصة القيادة الوطنية، أيهما أسبق ويكون صالحًا لمدة عام واحد عند وصول السائق إلى بلد أجنبي.
تصف المادة 41 من الاتفاقية متطلبات رخص القيادة. من تلك المتطلبات:
- يجب أن يحمل كل سائق مركبة رخصة قيادة.
- لا يمكن إصدار رخص القيادة إلا بعد اجتياز الاختبارات النظرية والعملية التي تنظمها كل دولة أو ولاية.
- يجب على الأطراف المصدقة على الاتفاقية الاعتراف بأنها (تصريح القيادة الدولية) صالحة للقيادة في أراضيها على أن تكون:
  - رخصة القيادة المحلية مطابقة لأحكام الملحق 6 للاتفاقية.
  - رخصة القيادة الدولية متوافقة مع أحكام الملحق 7 للاتفاقية، بشرط تقديمها مع رخصة القيادة المحلية.
- يجب الاعتراف برخص القيادة الصادرة عن طرف دولة عضو في الاتفاقية في أراضي الدول الاعضاء الآخرين إلى يتحول وجود ذلك السائق في أراضي الدولة إلى شكل دائم.
- كل ما سبق لا ينطبق على رخص القيادة التعليمية (learner-driver licences).
- يجب ألا تزيد فترة صلاحية رخصة القيادة الدولية عن ثلاث سنوات بعد تاريخ الإصدار أو حتى تاريخ انتهاء صلاحية رخصة القيادة المحلية، أيهما أسبق.
- يجوز للأطراف المتعاقدة رفض الاعتراف بصلاحية رخص القيادة للأشخاص الذين تقل أعمارهم عن ثمانية عشر عامًا أو منع من هم أقل من واحد وعشرين عامًا قيادة مركبات فئات C و D و CE و DE.
- لا يجوز إصدار رخصة قيادة دولية إلا من قبل الطرف المتعاقد الذي يقيم طالب التصريح في دولته بشكل عادي وأن يكون طالب التصريح قد أصدر رخصة قيادة المحلية أو أن يكون لدى طالب التصريح رخصة قيادة صادرة عن طرف متعاقد آخر في الاتفاقية وأن يعترف بتلك الرخصة دولة الإصدار.

| الفئة | وصف | الفئة | وصف |
| ----- | --- | ----- | --- |
| A     | دراجات نارية | A1    | موتوسيكلات لا تزيد سعتها المكعبة عن 125 سم³ وقوة لا تزيد عن 11 كيلوواط (دراجات نارية خفيفة) |
| B     | المركبات الآلية، ما عدا تلك الموجودة في الفئة أ، والتي لا تزيد كتلتها القصوى المسموح بها عن 3500 كجم ولا يزيد عن ثمانية مقاعد بالإضافة إلى مقعد السائق؛ أو مركبات ذات محرك من الفئة В مقترنة بمقطورة لا تتجاوز كتلتها القصوى المسموح بها 750 كلغ؛ أو مركبات من الفئة В مقترنة بمقطورة تتجاوز كتلتها القصوى المسموح بها 750 كجم ولكنها لا تتجاوز الكتلة غير المحملة للمركبة، حيث لا يتجاوز الحد الأقصى المسموح به لكتلة المركبات المقترنة 3500 كلغ | B1    | الدراجات ذات الثلاث عجلات والدراجات الرباعية |
| C     | المركبات الآلية، غير تلك الموجودة في الفئة (د)، التي يزيد وزنها الأقصى المسموح به عن 3500 كلغ؛ أو مركبات ذات محرك من الفئة "ج" مقترنة بمقطورة لا تتجاوز كتلتها القصوى المسموح بها 750 كلغ | C1    | المركبات الآلية، باستثناء تلك المصنفة ضمن الفئة (د)، والتي تزيد كتلتها القصوى المسموح بها عن 3500 كيلوغرام ولكن لا يتجاوز 7500 كلغ؛ أو مركبات ذات محرك من الفئة الفرعية C1 مقترنة بمقطورة، لا تتجاوز كتلتها القصوى المسموح بها 750 كلغ                        |
| D     | المركبات الآلية المستخدمة لنقل الركاب والتي تزيد عن ثمانية مقاعد بالإضافة إلى مقعد السائق؛ أو مركبات ذات محرك من الفئة D مقترنة بمقطورة لا تتجاوز كتلتها القصوى المسموح بها 750 كلغ | D1    | المركبات الآلية المستخدمة لنقل الركاب وتتسع لأكثر من 8 مقاعد بالإضافة إلى مقعد السائق ولكن ليس أكثر من 16 مقعدًا بالإضافة إلى مقعد السائق؛ أو مركبات ذات محرك من الفئة الفرعية D1 مقترنة بمقطورة، لا تتجاوز كتلتها القصوى المسموح بها 750 كلغ                  |
| BE    | مركبات ذات محرك من الفئة В مقترنة بمقطورة تتجاوز كتلتها القصوى المسموح بها 750 كجم ويتجاوز الكتلة غير المحملة للمركبة؛ أو مركبات من الفئة В مقترنة بمقطورة تتجاوز كتلتها القصوى المسموح بها 750 كجم، حيث تتجاوز الكتلة القصوى المسموح بها للمركبات المقترنة على هذا النحو 3500 كلغ |       | |
| CE    | مركبات ذات محرك من الفئة C مقرونة بمقطورة تتجاوز كتلتها القصوى 750 كلغ | C1E   | المركبات الآلية من الفئة الفرعية C1 مقترنة بمقطورة تتجاوز كتلتها القصوى المسموح بها 750 كجم ولكنها لا تتجاوز الكتلة غير المحملة للمركبة، حيث لا يتجاوز الحد الأقصى المسموح به لكتلة المركبات المقترنة على هذا النحو 12000 كلغ                                 |
| DE    | مركبات ذات محرك من الفئة D مقترنة بمقطورة تتجاوز كتلتها القصوى 750 كلغ | D1E   | مركبات ذات محرك من الفئة الفرعية D1 مقترنة بمقطورة، ولا تستخدم لنقل الأشخاص، والتي تتجاوز كتلتها القصوى المسموح بها 750 كجم ولكنها لا تتجاوز الكتلة غير المحملة للمركبة، حيث لا يتجاوز الحد الأقصى المسموح به لكتلة المركبات المقترنة على هذا النحو 12000 كلغ |

### اتفاقية عام 1968 (الأصل)
تم تعديل الاتفاقية في 3 سبتمبر 1993 و 28 مارس 2006، وهناك اتفاقية أوروبية مكملة لاتفاقية السير على الطرق (1968)، أبرمت في جنيف في 1 مايو 1971.
لاحظ أنه قبل 29 مارس 2011، طالبت الاتفاقية الأطراف المتعاقدة بالاعتراف بأنها تسمح بالقيادة في أراضيها لمن يحمل الوثائق التالية:
- أي رخصة قيادة محلية مكتوبة بلغتهم الوطنية أو بإحدى لغاتهم الوطنية، أو مصحوبة بترجمة معتمدة.
- أي رخصة قيادة محلية تتوافق مع أحكام الملحق 6 للاتفاقية.
- أي تصريح قيادة دولي يتوافق مع أحكام الملحق 7 للاتفاقية.

قبل 29 مارس 2011 حدد الملحق 6 والملحق 7 أشكالًا مختلفة من رخص القيادة التي تختلف عن تلك المحددة بعد ذلك التاريخ. حيث أن رخص القيادة الصادرة قبل 29 مارس 2011 والتي تتطابق مع الإصدار الأقدم للملاحق سارية المفعول حتى تاريخ انتهاء صلاحيتها (المادة 43).
| النوع | وصف |
| ----- | --- |
| A     | دراجات نارية |
| B     | المركبات، ما عدا تلك التي في الفئة (أ)، التي لا يزيد وزنها الأقصى المسموح به عن 3500 كجم ولا يزيد عن ثمانية مقاعد بالإضافة إلى مقعد السائق. |
| C     | المركبات الآلية المستخدمة في نقل البضائع والتي يزيد وزنها الأقصى المسموح به عن 3500 كلغ.                                                    |
| D     | المركبات الآلية المستخدمة لنقل الركاب وتتسع لأكثر من ثمانية مقاعد بالإضافة إلى مقعد السائق.                                                 |
| E     | مجموعات المركبات التي تندرج مركبات السحب في فئة أو فئات مرخص لها السائق (B و / أو C و / أو D)، ولكنها هي نفسها في تلك الفئة أو الفئات.      |

### اتفاقية عام 1949
صادقت 101 دولة على اتفاقية جنيف لعام 1949 بشأن السير على الطرق. يرد وصف اتفاقية 1949 لرخصة القيادة ورخصة القيادة الدولية في الملحقين 9 و 10. وقعت سويسرا على الاتفاقية لكنها لم تصدق عليها. تنص اتفاقية جنيف لعام 1949 على أن يظل النازح ساريًا لمدة عام واحد من تاريخ صدوره، مع فترة سماح مدتها ستة أشهر.
هناك اتفاقية أوروبية مكملة لاتفاقية عام 1949 بشأن المرور على الطرق، بالإضافة إلى بروتوكول عام 1949 بشأن لافتات وإشارات الطرق، المبرم في جنيف في 16 سبتمبر 1950
| النوع | وصف |
| ----- | --- |
| A     | الدراجات البخارية، مع أو بدون عربة جانبية، وعربات غير صالحة ومركبات ذات ثلاث عجلات لا يزيد وزنها عن 400 كجم (900 رطل). |
| B     | المركبات الآلية المستخدمة لنقل الركاب وتضم، بالإضافة إلى مقعد السائق، ثمانية مقاعد بحد أقصى، أو تلك المستخدمة لنقل البضائع والتي لا يتجاوز وزنها الأقصى المسموح به 3500 كجم (7700 رطل). يمكن أن تقترن المركبات في هذه الفئة بمقطورة خفيفة. |
| C     | المركبات الآلية المستخدمة في نقل البضائع والتي يزيد وزنها الأقصى المسموح به عن 3500 كجم (7700 رطل). يمكن أن تقترن المركبات في هذه الفئة بمقطورة خفيفة.                                                                                     |
| D     | المركبات الآلية المستخدمة لنقل الركاب وتضم، بالإضافة إلى مقعد السائق، أكثر من ثمانية مقاعد. يمكن أن تقترن المركبات في هذه الفئة بمقطورة خفيفة.                                                                                             |
| E     | المركبات ذات المحركات من الفئة B أو C أو D، على النحو المصرح به أعلاه، مع غير المقطورة الخفيفة. |

- «الوزن الأقصى المسموح به» للمركبة يعني وزن المركبة وأقصى حمولتها وهي جاهزة للسير على الطريق.
- «الحمولة القصوى» تعني وزن الحمولة المصرح به من قبل السلطة المختصة في البلد (أو الولاية القضائية) لتسجيل السيارة.
- يجب ألا يتجاوز وزن «المقطورات الخفيفة» 750 كجم كحد أقصى (1,650 رطل).

### اتفاقية عام 1926
الاتفاقية الدولية لعام 1926 المتعلقة بحركة السيارات هي الاتفاقية الأقدم لتصاريح القيادة الدولية. قد تظل تصاريح القيادة الدولية وفقًا لاتفاقية عام 1926 بشأن حركة السيارات سارية في ليختنشتاين والمكسيك والصومال. الصومال لم تنضم للإتفاقيات الجديدة بعد هذه الاتفاقية ومع ذلك، ليختنشتاين والمكسيك طرف في الاتفاقيات اللاحقة لهذه الاتفاقية المذكورة أعلاه، وبالتالي فإن أحدث اتفاقية موقعة هي الاتفاقية الصحيحة. تعترف المكسيك أيضًا بتصريح القيادة للبلدان الأمريكية وفقًا لاتفاقية تنظيم حركة السيارات الأمريكية لعام 1943.
| النوع | وصف                                            |
| ----- | ---------------------------------------------- |
| A     | السيارات التي لا يزيد وزن حمولتها عن 3500 كلغ. |
| B     | السيارات التي يزيد وزن حمولتها عن 3500 كلغ.    |
| C     | الدراجات النارية، مع أو بدون عربة جانبية.      |

## الجهات التي توفر خدمة استخراج رخصة قيادة دولية بالسعودية
تتولى الإدارة المختصة بإدارات المرور بالتنسيق مع الجهات المعنية الأخرى تنظيم أندية السيارات التي تمنح رخصة القيادة الدولية بالمملكة.
وللإدارة العامة للمرور إصدار الرخص الدولية ولها أن تفوض إصدارها لأي من الجهات التي تمارس نشاط السفر والسياحة.

## استخدام  رخصة قيادة دولية في المملكة العربية السعودية
وفقا للمادة 42 من قوانين المرور يمكن استخدام رخصة القيادة الدولية  لمدة 12 شهر من تاريخ الدخول الي المملكة العربية السعودية  , ومن المهم الاشارة الا انه يمكنك قيادة سيارة صديقك أو احد افراد اسرتك على رخصة القيادة لأنك لن تتمكن من الحصول علي ترخيص ابشر ومع  ذلك يمكنك استئجار سيارة من إي مطار في المملكة السعودية من خلال اظهار رخصة قياداتك الدولية لهم هذا المرفق غير متوفر في معظم تأجير السيارات خارج المطارات.

### الصلاحية
وفقًا لاتفاقية فيينا لعام 1968، يجب أن يكون للتصريح تاريخ انتهاء صلاحية لا يزيد عن ثلاث سنوات من تاريخ إصداره أو حتى تاريخ انتهاء صلاحية رخصة القيادة الوطنية التي أصدر التصريح بها، أيهما يسبق، ويكون التصريح صالحًا لمدة عام واحد عند وصول حامله إلى بلد أجنبي. نصت الاتفاقية السابقة (اتفاقية جنيف لعام 1949) على أن يظل التصريح ساري المفعول لمدة عام واحد من تاريخ صدوره.
تصريح القيادة الدولية غير صالح للقيادة في البلد أو الولاية القضائية حيث تم إصداره، ولا يمكن استخدامه إلا في البلدان الأجنبية، ويجب إظهاره لرجال المرور مع رخصة القيادة الأصلية للسائق.

## الدول والولايات القضائية التي تعترف بالنازحين
| المشاركون                                          | طرف في اتفاقية فيينا لعام 1968 3 سنوات لتصريح القيادة الدولية | طرف في اتفاقية جنيف لعام 1949 لمدة عام واحد لتصريح القيادة الدولية | طرف في اتفاقية باريس لعام 1926 |
| -------------------------------------------------- | ------------------------------------------------------------- | ------------------------------------------------------------------ | ------------------------------ |
| ألبانيا                                            | نعم                                                           | نعم                                                                |                                |
| الجزائر                                            |                                                               | نعم                                                                |                                |
| الأرجنتين                                          |                                                               | نعم                                                                |                                |
| أرمينيا                                            | نعم                                                           |                                                                    |                                |
| أستراليا                                           |                                                               | نعم                                                                |                                |
| النمسا                                             | نعم                                                           | نعم                                                                | نعم                            |
| أذربيجان                                           | نعم                                                           |                                                                    |                                |
| جزر البهاما                                        | نعم                                                           |                                                                    |                                |
| البحرين                                            | نعم                                                           |                                                                    |                                |
| بنغلاديش                                           |                                                               | نعم                                                                |                                |
| بربادوس                                            |                                                               | نعم                                                                |                                |
| بيلاروسيا                                          | نعم                                                           |                                                                    |                                |
| بلجيكا                                             | نعم                                                           | نعم                                                                |                                |
| بنين                                               |                                                               | نعم                                                                |                                |
| البوسنة والهرسك                                    | نعم                                                           |                                                                    |                                |
| بوتسوانا                                           |                                                               | نعم                                                                |                                |
| البرازيل                                           | نعم                                                           |                                                                    |                                |
| بروناي                                             |                                                               | نعم                                                                |                                |
| بلغاريا                                            | نعم                                                           | نعم                                                                | نعم                            |
| بوركينا فاسو                                       |                                                               | نعم                                                                |                                |
| كابو فيردي                                         | نعم                                                           |                                                                    |                                |
| كمبوديا **                                         |                                                               | نعم                                                                |                                |
| كندا                                               |                                                               | نعم                                                                |                                |
| جمهورية أفريقيا الوسطى                             | نعم                                                           | نعم                                                                |                                |
| تشيلي                                              | نعم                                                           | نعم                                                                | نعم                            |
| الكونغو                                            |                                                               | نعم                                                                |                                |
| كوستا ريكا                                         | نعم                                                           |                                                                    |                                |
| كوت ديفوار                                         | نعم                                                           | نعم                                                                |                                |
| كرواتيا                                            | نعم                                                           | نعم                                                                |                                |
| كوبا                                               | نعم                                                           | نعم                                                                | نعم                            |
| قبرص                                               |                                                               | نعم                                                                |                                |
| جمهورية التشيك                                     | نعم                                                           | نعم                                                                |                                |
| جمهورية الكونغو الديمقراطية                        | نعم                                                           | نعم                                                                |                                |
| الدنمارك                                           | نعم                                                           | نعم                                                                |                                |
| جمهورية الدومنيكان                                 |                                                               | نعم                                                                |                                |
| الاكوادور                                          | نعم                                                           | نعم                                                                |                                |
| مصر                                                |                                                               | نعم                                                                | نعم                            |
| إستونيا                                            | نعم                                                           |                                                                    |                                |
| فيجي                                               |                                                               | نعم                                                                |                                |
| فنلندا                                             | نعم                                                           | نعم                                                                |                                |
| فرنسا                                              | نعم                                                           | نعم                                                                | نعم                            |
| جورجيا                                             | نعم                                                           | نعم                                                                |                                |
| ألمانيا                                            | نعم                                                           |                                                                    |                                |
| غانا                                               | نعم                                                           | نعم                                                                |                                |
| اليونان                                            | نعم                                                           | نعم                                                                |                                |
| غواتيمالا                                          |                                                               | نعم                                                                | نعم                            |
| غيانا                                              | نعم                                                           |                                                                    |                                |
| هايتي                                              |                                                               | نعم                                                                |                                |
| الكرسي الرسولي                                     | نعم                                                           | نعم                                                                |                                |
| هندوراس                                            | نعم                                                           |                                                                    |                                |
| هونج كونج                                          |                                                               | نعم                                                                |                                |
| هنغاريا                                            | نعم                                                           | نعم                                                                | نعم                            |
| أيسلندا                                            |                                                               | نعم                                                                |                                |
| الهند                                              |                                                               | نعم                                                                |                                |
| إندونيسيا                                          | نعم                                                           |                                                                    |                                |
| إيران (جمهورية - الإسلامية)                        | نعم                                                           |                                                                    |                                |
| العراق                                             | نعم                                                           |                                                                    |                                |
| أيرلندا                                            |                                                               | نعم                                                                |                                |
| إسرائيل                                            | نعم                                                           | نعم                                                                |                                |
| إيطاليا                                            | نعم                                                           | نعم                                                                | نعم                            |
| جامايكا                                            |                                                               | نعم                                                                |                                |
| اليابان                                            |                                                               | نعم                                                                |                                |
| الأردن                                             |                                                               | نعم                                                                |                                |
| كازاخستان                                          | نعم                                                           |                                                                    |                                |
| كينيا                                              | نعم                                                           |                                                                    |                                |
| الكويت                                             | نعم                                                           |                                                                    |                                |
| قيرغيزستان                                         | نعم                                                           | نعم                                                                |                                |
| جمهورية لاو الديمقراطية الشعبية                    |                                                               | نعم                                                                |                                |
| لاتفيا                                             | نعم                                                           |                                                                    |                                |
| لبنان                                              |                                                               | نعم                                                                |                                |
| ليسوتو                                             |                                                               | نعم                                                                |                                |
| ليبيريا                                            | نعم                                                           |                                                                    |                                |
| ليختنشتاين                                         | نعم                                                           | نعم                                                                |                                |
| ليتوانيا                                           | نعم                                                           | نعم                                                                |                                |
| لوكسمبورغ                                          | نعم                                                           | نعم                                                                | نعم                            |
| مدغشقر                                             |                                                               | نعم                                                                |                                |
| ملاوي                                              |                                                               | نعم                                                                |                                |
| ماليزيا                                            |                                                               | نعم                                                                |                                |
| مالي                                               |                                                               | نعم                                                                |                                |
| مالطا                                              |                                                               | نعم                                                                |                                |
| المكسيك                                            | نعم                                                           |                                                                    | نعم                            |
| موناكو                                             | نعم                                                           | نعم                                                                | نعم                            |
| منغوليا                                            | نعم                                                           |                                                                    |                                |
| الجبل الأسود                                       | نعم                                                           | نعم                                                                |                                |
| المغرب                                             | نعم                                                           | نعم                                                                | نعم                            |
| ميانمار                                            | نعم                                                           |                                                                    |                                |
| ناميبيا                                            |                                                               | نعم                                                                |                                |
| نيبال                                              | نعم                                                           | نعم                                                                |                                |
| هولندا                                             | نعم                                                           | نعم                                                                |                                |
| نيوزيلاندا                                         |                                                               | نعم                                                                |                                |
| النيجر                                             | نعم                                                           | نعم                                                                |                                |
| نيجيريا                                            | نعم                                                           | نعم                                                                |                                |
| مقدونيا الشمالية                                   | نعم                                                           |                                                                    |                                |
| النرويج                                            | نعم                                                           | نعم                                                                |                                |
| باكستان                                            | نعم                                                           |                                                                    |                                |
| بابوا غينيا الجديدة                                |                                                               | نعم                                                                |                                |
| باراغواي                                           |                                                               | نعم                                                                |                                |
| بيرو                                               | نعم                                                           | نعم                                                                | نعم                            |
| الفلبين                                            | نعم                                                           | نعم                                                                |                                |
| بولندا                                             | نعم                                                           | نعم                                                                | نعم                            |
| البرتغال                                           | نعم                                                           | نعم                                                                | نعم                            |
| دولة قطر                                           | نعم                                                           |                                                                    |                                |
| جمهورية الصين                                      | نعم                                                           | نعم                                                                |                                |
| جمهورية كوريا                                      | نعم                                                           | نعم                                                                |                                |
| جمهورية مولدوفا                                    | نعم                                                           |                                                                    |                                |
| رومانيا                                            | نعم                                                           | نعم                                                                | نعم                            |
| الاتحاد الروسي                                     | نعم                                                           | نعم                                                                |                                |
| رواندا                                             |                                                               | نعم                                                                |                                |
| سان مارينو                                         | نعم                                                           | نعم                                                                |                                |
| المملكة العربية السعودية                           | نعم                                                           |                                                                    |                                |
| السنغال                                            | نعم                                                           | نعم                                                                |                                |
| صربيا                                              | نعم                                                           | نعم                                                                |                                |
| سيشيل                                              | نعم                                                           |                                                                    |                                |
| سيرا ليون                                          |                                                               | نعم                                                                |                                |
| سنغافورة                                           |                                                               | نعم                                                                |                                |
| سلوفاكيا                                           | نعم                                                           | نعم                                                                |                                |
| سلوفينيا                                           | نعم                                                           | نعم                                                                |                                |
| جنوب أفريقيا                                       | نعم                                                           | نعم                                                                |                                |
| إسبانيا                                            | نعم                                                           | نعم                                                                |                                |
| سيريلانكا                                          |                                                               | نعم                                                                |                                |
| السويد                                             | نعم                                                           | نعم                                                                |                                |
| سويسرا                                             | نعم                                                           | نعم                                                                | نعم                            |
| الجمهورية العربية السورية                          |                                                               | نعم                                                                |                                |
| طاجيكستان                                          | نعم                                                           |                                                                    |                                |
| تايلاند                                            | نعم                                                           | نعم                                                                |                                |
| توجو                                               |                                                               | نعم                                                                |                                |
| ترينداد وتوباغو                                    |                                                               | نعم                                                                |                                |
| تونس                                               | نعم                                                           | نعم                                                                | نعم                            |
| ديك رومي                                           | نعم                                                           | نعم                                                                |                                |
| تركمانستان                                         | نعم                                                           |                                                                    |                                |
| أوغندا                                             |                                                               | نعم                                                                |                                |
| أوكرانيا                                           | نعم                                                           |                                                                    |                                |
| الإمارات العربية المتحدة                           | نعم                                                           | نعم                                                                |                                |
| المملكة المتحدة لبريطانيا العظمى وأيرلندا الشمالية | نعم                                                           | نعم                                                                |                                |
| الولايات المتحدة الامريكيه                         |                                                               | نعم                                                                |                                |
| أوروغواي                                           | نعم                                                           |                                                                    | نعم                            |
| أوزبكستان                                          | نعم                                                           |                                                                    |                                |
| فنزويلا (جمهورية البوليفارية)                      | نعم                                                           | نعم                                                                |                                |
| فيتنام                                             | نعم                                                           | نعم                                                                |                                |
| زمبابوي                                            | نعم                                                           | نعم                                                                |                                |

* يتطلب تقديم التصريح إلى الشرطة المحلية ودفع رسوم التسجيل الخاصة عند الوصول. ** يجب استبدال تصريح القيادة الدولية برخصة قيادة محلية.
- في العلاقات بين الدول الموقعة أنهت اتفاقية جنيف لعام 1949 واستبدلت الاتفاقية الدولية المتعلقة بحركة السيارات والاتفاقية الدولية المتعلقة بحركة المرور على الطرق الموقعة في باريس في 24 أبريل 1926، وفتحت اتفاقية تنظيم حركة السيارات الأمريكية للتوقيع في واشنطن في 15 ديسمبر 1943.
- في العلاقات بين الدول الموقعة أنهت اتفاقية فيينا لعام 1968 واستبدلت الاتفاقية الدولية المتعلقة بحركة السيارات والاتفاقية الدولية المتعلقة بحركة المرور على الطرق الموقعة في باريس في 24 أبريل 1926، واما اتفاقية تنظيم حركة السيارات الأمريكية فقد فُتح باب التوقيع بواشنطن في 15 ديسمبر 1943، وفتح باب التوقيع على اتفاقية السير على الطرق في جنيف في 19 سبتمبر 1949.

## روابط خارجية
معلومات حول عمليات الاحتيال
- رخصة القيادة الدولية في سنوبس.كوم - مزيد من المعلومات حول الاحتيال في تصاريح القيادة الدولية
- استخراج رخصة دولية في السعودية - نادي الشرق الأوسط للسيارات
- وليام سكوت ديون وآخرون. - بيان صحفي للجنة التجارة الفيدرالية الأمريكية حول الإجراءات القانونية ضد مركز PT Resource لبيعه تصاريح قيادة دولية مزيفة.

نسخ من المعاهدات
- اتفاقية باريس الدولية لعام 1926 المتعلقة بحركة السيارات على موقع وزارة الخارجية والكومنولث بالمملكة المتحدة
- اتفاقية جنيف لعام 1949 بشأن المرور على الطرق على موقع لجنة الأمم المتحدة الاقتصادية لأوروبا (UNECE)
- اتفاقية فيينا لعام 1968 بشأن المرور على الطرق (النسخة الموحدة) على موقع لجنة الأمم المتحدة الاقتصادية لأوروبا
- الأطراف المتعاقدة في اتفاقية السير على الطرق - فيينا، 8 تشرين الثاني / نوفمبر 1968 - قائمة البلدان، على موقع مجموعة معاهدات الأمم المتحدة